# Gioacchino Besozzi
Gioacchino Besozzi (Milão, 23 de dezembro de 1679 – Tivoli, 18 de junho de 1755) foi um cardeal do século XVIII.

## Biografia
Nasceu em Milão em 23 de dezembro de 1679. Da nobre família dos condes Cormano. Seu sobrenome também está listado como Besotius; e como Besutio.
Entrou na Ordem dos Cistercienses na província da Lombardia aos dezesseis anos; ele estudou grego e latim.
Ordenado (nenhuma informação encontrada). Leitor de Teologia no Mosteiro de Chiaravalle; e mais tarde, no mosteiro de S. Ambrogio, em Milão. Em 1720, por breve papal, foi eleito abade do mosteiro de Veneza. Procurador geral de sua ordem, 1724. Leitor de teologia no mosteiro de S. Croce em Gerusalemme, Roma; em 1724, foi eleito seu abade. Nomeado confessor do conclave de 1740, com satisfação do Sagrado Colégio dos Cardeais.
Criado cardeal sacerdote no consistório de 9 de setembro de 1743; recebeu o chapéu vermelho em 12 de setembro de 1743; e o título de S. Pancrazio, 23 de setembro de 1743. Optou pelo título de S. Croce em Gerusalemme em 7 de dezembro de 1744. Grande penitenciária, 25 de março de 1747 até sua morte. Em 1755, foi nomeado membro da congregação cardinalícia que tratava da aplicação da bula papal Unigenitus Dei Filius na França e dos problemas criados pelos jansenistas "recorrentes" em relação à administração dos sacramentos.
Morreu em Tivoli em 18 de junho de 1755, para onde, pelo seu clima, tinha viajado tentando melhorar a sua saúde. Seu corpo foi transportado privadamente para Roma naquela mesma noite e exposto no dia seguinte na igreja de S. Marcello, onde ocorreu o funeral; e sepultado num soberbo mausoléu construído pelos monges cistercienses na igreja de S. Croce em Jerusalém, Roma